# Rokokohaus (Erlangen)
Das Rokokohaus ist ein denkmalgeschütztes Bürgerhaus und heutiges Hotel am Theaterplatz 13 in der Altstadt von Erlangen.

## Beschreibung
Der zweigeschossige Sandsteinbau mit Mansarddach und drei Fensterachsen verfügt über eine unter den Erlanger Bürgerhäusern des 18. Jahrhunderts auffallend reiche Gestaltung mit Elementen des Rokoko. Die Fassade wird durch drei korinthische Halbsäulen auf hohen Sockeln gegliedert. Über dem Eingang ruht auf zwei toskanischen Säulen mit Diglyphen ein halbrunder Erker, von dessen Rocaillereliefs das Haus seinen Namen erhielt. Die Stichbogenfenster weisen Schlusssteine, die des Erdgeschosses außerdem eine Bügelverdachung auf.

## Geschichte
Das Gebäude wurde zwischen 1755 und 1760 am damaligen Geismarkt (seit 1884 Theaterplatz) von dem Strumpfwirker Georg Friedrich Stäubensand und dem Zimmermeister Johann David Haselmann errichtet und war danach in Besitz von insgesamt über 15 Eigentümern. Die Überlieferung, nach der das Haus als Jagdschloss der im Markgräflichen Schloss residierenden Markgräfin Sophie Caroline Marie von Brandenburg-Bayreuth erbaut wurde, erwies sich allerdings als Legende. Stattdessen ging das Rokokohaus 1762 in den Besitz einer Frau Starkgräfin, geb. Deckerin, über. 1768 gelangte es an den Reichspostmeister Ruprecht Wels, in dessen Familie das Anwesen dann weitervererbt wurde.
Im Erlanger Intelligenzblatt vom 16. Dezember 1851 wurde das Gebäude, zu dem bis 1928 auch ein Waldrecht der Altstädter Privatgemeinde gehörte, zum Kauf angeboten. Die nächsten erwähnten Besitzer waren der Privatier Johann Adam Bertholdt, der Handschuhfabrikant Johann Adam Hildebrand (um 1870 bis 1875), der Handschuhfärber Konrad Dietz (1876), der Bäcker Friedrich Herzog (ab 1876/77) sowie der Melber und Spezereihändler Anton Götz (ab 1878). Nachdem das Haus bis 1896 durch Vererbung im Familienbesitz geblieben war, kaufte es eine Familie Reich, deren Nachkommen es anschließend besaßen. 1933 wurden die Fenster im Mansarddach eingebaut.
1951 erwarb der aus dem Sudetenland stammende Geigenbauer Artur Teller das Rokokohaus und übte dort bis 1960 sein Handwerk aus. 1965 ließ er das Haus unter Beibehaltung der historischen Fassade neu erbauen, um darin das bis heute von seinen Nachkommen betriebene Hotel einzurichten.